# Archaeonycteris
Archaeonycteris — архаїчний рід кажанів, чиї скам’янілі останки були знайдені в Німеччині, Франції, Англії та Індії.

## Види
- Archaeonycteris trigonodon Revilliod, 1917 — Німеччина
- Archaeonycteris pollex Storch & Habersetzer, 1988 — Німеччина
- Archaeonycteris brailloni Russell et al., 1973 — Франція
- Archaeonycteris relicta Harrison & Hooker, 2010 — Англія
- Archaeonycteris storchi Smith et al., 2007 — Індія